# Rimes catalanes
Rimes catalanes és el títol d'una secció del poemari Rimas que el poeta renaixencista valencià Vicent-Wenceslau Querol publicà el 1877, que conté poemes en català. La resta del llibre està constituïda per composicions en castellà.
És significatiu que, en un moment en què, dins la Renaixença, tant el grup conservador encapçalat per Teodor Llorente i el mateix Querol com el progressista de Constantí Llombart feien servir únicament els noms de llengua llemosina o valencià, Querol fou l'únic escriptor del moment que no dubtà a deixar ben clar al títol mateix del recull que els seus poemes estaven escrits en català.